# Manicoré (ort)
Manicoré är en ort i delstaten Amazonas i nordvästra Brasilien. Den är huvudort i en kommun med samma namn och folkmängden uppgick till cirka 20 000 invånare vid folkräkningen 2010. Manicoré är belägen längs Madeirafloden och orten har en flygplats i den östra utkanten.